# Inmunodeficiencia humoral
Las inmunodeficiencias humorales son afecciones que provocan un deterioro de la inmunidad mediada por anticuerpos y sistema del complemento (inmunidad humoral), lo que puede provocar una inmunodeficiencia. Puede estar mediado por un número o función insuficiente de las células B, las células plasmáticas en las que se diferencian o el anticuerpo secretado por las células plasmáticas. La inmunodeficiencia más común es la deficiencia selectiva hereditaria de IgA, que ocurre entre 1 de cada 100 y 1 de cada 1.000 personas, según la población. Se asocian con una mayor vulnerabilidad a la infección, pero pueden ser difíciles de detectar (o asintomáticos) en ausencia de una infección.

## Signos y síntomas
Los signos/síntomas de la inmunodeficiencia humoral dependen de la causa, pero generalmente incluyen signos de infección como:
- Sinusitis
- Septicemia
- Infección en la piel
- Neumonía

## Causas
La causa de esta deficiencia se divide en primaria y secundaria:
- Primarias: la Unión Internacional de Sociedades Inmunológicas clasifica las deficiencias inmunes primarias del sistema humoral de la siguiente manera:[3][2]

Síndromes de hiper-IgM (inmunoglobulina M)

- Ausencia de células B con una resultante reducción severa de todos los tipos de anticuerpos: agammaglobulinemia ligada al cromosoma X (deficiencia de btk o agammaglobulinemia de Bruton), deficiencia de μ -  cadenas pesadas, deficiencia de l 5, deficiencia de Igα, deficiencia de BLNK, timoma con inmunodeficiencia
- Células B bajas pero presentes, pero con reducción en 2 o más isotipos (generalmente IgG e IgA, a veces IgM): inmunodeficiencia común variable (CVID), deficiencia de ICOS, deficiencia de CD19, deficiencia de TACI (TNFRSF13B), deficiencia del receptor BAFF.
- Números normales de células B con disminución de IgG e IgA y aumento de IgM: síndromes de hiper-IgM
- Números normales de células B con deficiencias de isotipo o cadena ligera: deleciones de cadena pesada, deficiencia de cadena kappa, deficiencia aislada de subclase de IgG, deficiencia de IgA con subclase de IgG, deficiencia selectiva de inmunoglobulina A
- Hipogammaglobulinemia transitoria de la infancia (THI)

- Las formas secundarias (o adquiridas) de inmunodeficiencia humoral se deben principalmente a neoplasias hematopoyéticas e infecciones que alteran el sistema inmunológico:[4]

- Mieloma múltiple
- Leucemia linfoide crónica
- S.I.D.A.

## Diagnóstico
Se basa en:

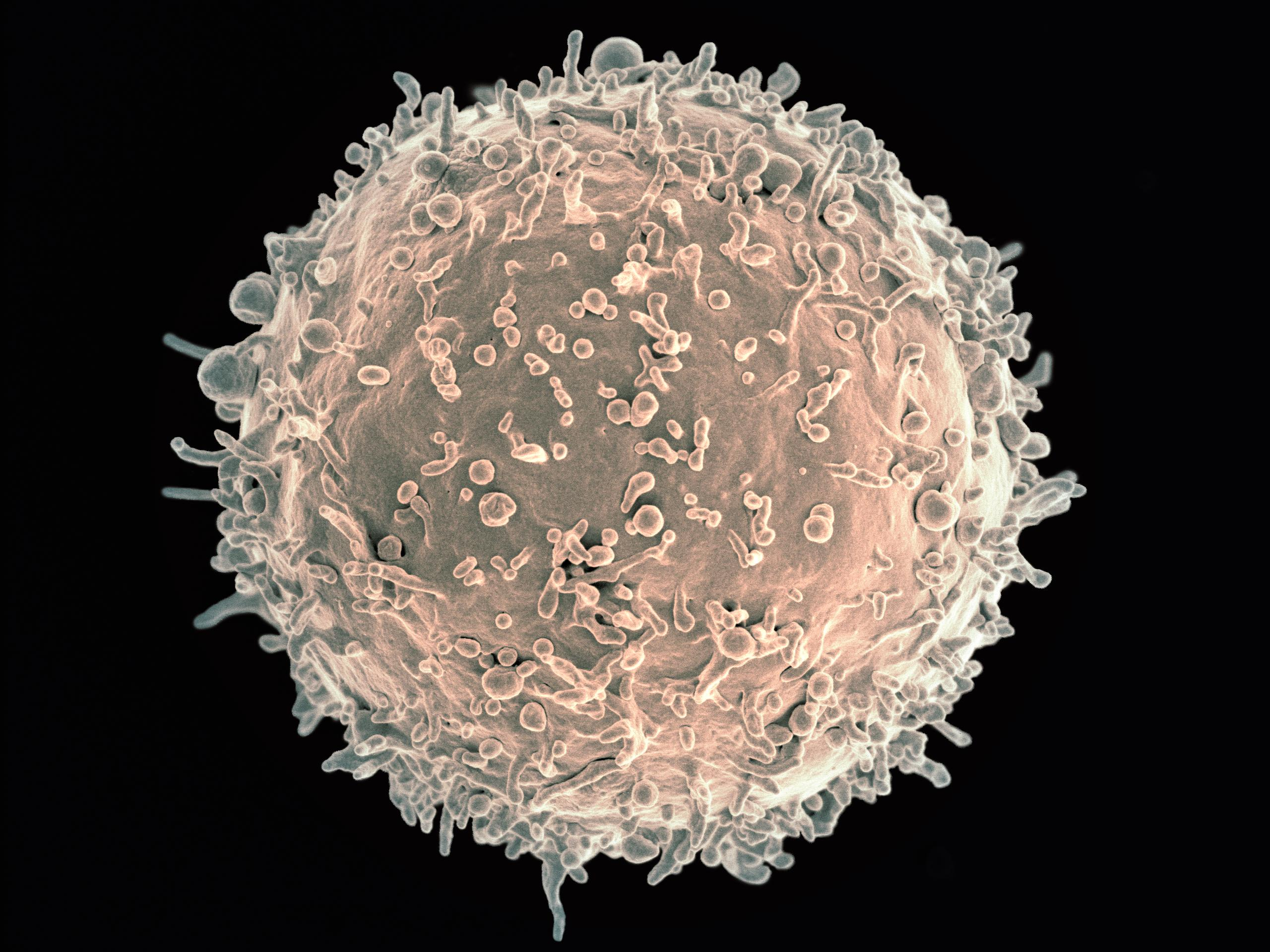
Célula B humana

- Medir los niveles de inmunoglobulina sérica
- Recuento de células B
- Historia médica familiar

## Tratamiento
El tratamiento para la deficiencia de células B (inmunodeficiencia humoral) depende de la causa; sin embargo, generalmente se aplica lo siguiente:
- Tratamiento de la infección (antibióticos)
- Vigilancia de neoplasias malignas
- Terapia de reemplazo de inmunoglobulinas